# Часовенное согласие
Часовенное согласие (Стариковское согласие, Николаевские беспоповцы, Сафонтиевцы) — старообрядцы, первоначально бывшие беглопоповцами, но из-за гонений, особенно усилившихся при императоре Николае I, оставшиеся без священства.

## История
Образовалось в первой половине XIX века, из недр беглопоповства. Постоянно испытывая трудности со священниками, а во время гонений на старообрядцев в период царствования Николая I вообще оказавшись без них, группа старообрядцев-беглопоповцев, живших в районе Витебска, решила вовсе отказаться от иереев и заменить их наставниками, или уставщиками (из мирян).
Часовенные стали одним из доминирующих согласий в Уральском регионе. Часть часовенных поддерживала связи с Иргизскими скитами, получая оттуда Святые Дары. Часовенные также присутствовали среди старообрядцев Поволжья и были весьма многочисленны среди уральских казаков.
Богослужения стали проводиться в часовнях (откуда и название согласия). Со временем часовенные фактически превратились в беспоповцев, хотя и не причисляют себя к ним.
Богослужения сохраняют некоторые остатки поповской практики, в некоторых общинах читают «прощение» перед отсутствующим священником и кладут земной поклон. Часовенные не перекрещивают старообрядцев других согласий.
Во второй половине XIX века часовенные уже имелись также в Сибири и на Дальнем Востоке.
В 1884 году на соборе часовенных старообрядцев в Екатеринбурге было подтверждено учение о вечности священства и принято постановление о  начале его новых поисков.

### Часовенное согласие в советское время

#### Разгром Бикинских скитов
В верховьях реки Бикин и её притоков было несколько скитов и монастырей часовенных. Один из скитов был в верховьях р. Пея, настоятелем в нём был игумен о. Силуян. После смерти о. Силуяна его сменил ученик и иконописец о. Александр (Шаров). Но вскоре о. Александр перешёл в скит в верховьях реки Бикин, настоятелем был о. Иоанн. Третий скит располагался на реке Зеве в 15 верстах от хутора Баранова, его настоятель о. Савватий. На притоке Зева ключе Каменном был женский скит с настоятельницей м. Верой. Скиты поддерживали переписку с Сибирскими часовенными, в частности со скитом о. Саввы, через о. Савватия и о. Вилария.
В мае 1932 года на Бикине началось крестьянское антиколхозное восстание под руководством Ефима Могильникова, Ивана Дурновцева, Ивана Токарева, Иосифа Старцева и Антона Кулагина. Повстанцы продержались месяц, контролировали 75 посёлков. Отдельные стычки по тайге шли ещё 4 месяца. К делу о восстании было привлечено 3 654 человека. Все скиты были уничтожены. Сведения о судьбе монахов разнятся. Лишь жители одного села Каменка (около 500 человек) сумели уйти в Маньчжурию, там основали деревню Романовка, из которой с приходом коммунистов к власти в Китае эмигрировали в Южную Америку, Австралию и другие страны.

#### Борьба и угасание скитов Малого Енисея
Игумен Палладий оставил в одной из рукописей приписку, указывающую на преемственность игуменов скитов Верхнего Енисея в XX веке: Нифонт, Сергий, Игнатий и Палладий. Отец Игнатий умер в тюрьме перед Второй мировой войной.
Скиты в Туве это единственный район, где известны случаи массового самосожжения старообрядцев в XX веке. Два случая массового самоубийства были среди старообрядцев, не желавших принимать участие в переписи населения 1926 года.. Последний произошёл в 1941 году, по мнению исследователя Л. Полякова  после нападения Германии на Советский Союз, так как это событие часовенными Малого Енисея было воспринято, как приход Антихриста.. Причины и обстоятельства самосожжений как в 1926 году, так и в 1941 исследованы недостаточно.
Отец Палладий был арестован трижды, дважды удачно бежал, третий раз был вынужден пойти на компромиссы с властью — сказать, что не возражает против службы молодых старообрядцев в армии. В недавнем прошлом женские и мужские скиты были на Чевилиге, на Большом и Малом Чадыралыге, Акчары, выше Ужепа, в посёлке Май. В 2010 году уцелевшие старообрядческие монастыри Тувы были вывезены отцом Сергием на Дубчес вместе со всей утварью, книгами и иконами. В Туве осталась только м. Авсияния, которая не захотела покидать старое место.

### Дубчесские скиты
На рубеже 1930—1940-х годов в бассейне реки Дубчес в результате многолетнего переселения туда старообрядцев часовенного согласия с Урала и из Западной Сибири образовалась сеть мирских посёлков и монастырей. Старообрядцы спасались в этих глухих таёжных местах от коллективизации и преследований властей. Настоятелями общины во время переселения были отец Мина и отец Симеон. Отец Мина принимал исповедь, а отец Симеон заведовал хозяйственными делами. Главным организатором переселения был отец Антоний, в миру Афанасий Людиновсков, на долю которого выпало и восстановление скитов после их разгрома в 1951 году.
28 марта 1951 года была проведена операция МВД, в результате которой скиты были разорены, а их обитатели были задержаны. Задержанных старообрядцев пытали, чтобы они выдали тех, кто скрывается. Тридцать три человека, задержанные в ходе этой операции, были осуждены по обвинению в «контрреволюционной агитации» и участии в «контрреволюционной организации» к срокам заключения от 10 до 25 лет.
Однако несколько задержанных во время операции по уничтожению скитов (в том числе Афанасий Мурачёв) смогли сбежать при транспортировке на плотах по реке и почти сразу же стали восстанавливать инфраструктуру скитов. После освобождения из лагерей в 1954 году некоторые старообрядцы вернулись на Дубчес.
Интенсивная духовная жизнь часовенных продолжалась и в позднесоветское время. Во второй половине 1970-х там появился новый «раздорник Исай Назарович, крестьянин, часовенный старобрядец, живший на реке Шурнихе, притоке Дубчеса. Будучи приверженцем теории прихода «духовного антихриста, как и многие он осуждал приём священников-никониан «вторым чином», то есть без перекрещивания. Но он пошел дальше, по его мнению на прихожан таких священников, в том числе отцов часовенного согласия, керженцев и уральцев, от таких священников распространилась «никонианская ересь».
После Перестройки начались первые прямые контакты со старообрядцами-эмигрантами. В мужском скиту поселился первый насельник преклонного возраста из Соединённых Штатов. Он восторгался благочестием и строгостью скитского устава, писал об этом родным. Зарубежные часовенные весной и осенью по большой воде часто приезжают на исповедь и за ответами на свои духовные вопросы. Руководство старообрядцев-беспоповцев часовенного согласия централизовалось на Дубчесе. Дубчесские скиты стали всемирно признанным центром согласия.

### Часовенные за рубежами России
После разгрома Бикинских скитов в Маньчжурии возникло поселение часовенных деревня Романовка. Параллельно образовались несколько поселений часовенных в отрогах Алтая на территории Синьцзяна. Из этих двух регионов Китая после провозглашения КНР большинство часовенных эмигрировало в Австралию, Новую Зеландию и некоторые страны Южной Америки (Боливию, Бразилию, Аргентину, Уругвай). В 1960-е годы более тысячи часовенных переехали из Бразилии в США (штат Орегон, позднее Аляска), а в 1970-е годы некоторые из них перебрались в Канаду.
В 1980-е годы часть часовенных Северной Америки и Австралии решила восстановить институт священства и присоединилась к Русской православной старообрядческой церкви Румынии. Сходные процессы отмечены и у российских часовенных.
В 1990-х годах часть часовенных перешли в единоверие, образовав два прихода в Екатеринбургской епархии.
Часовеные проживают на западе, востоке и юге Казахстана, а также в Каракалпакии (уральские казаки-уходцы).

## Соборы часовенных
1. 1723, 29 мая — Собор в дер. Крысановой на Ирюме[20]
2. 1777, 28 января — Собор на Невьянском («Старом») заводе[21]
3. 1802 или 1804 — Собор в д. Щелконоговой[22]
4. 1840, 13 ноября — Тюменский собор[23]
5. 1884, 1-2 мая — Екатеринбургский собор 1884 года[24]
6. 1887, 11 января — Екатеринбургский собор 1887 года[25]
7. 1879 — Теренкульский собор[26]
8. 1890, 21 января — Рамыльский собор[26]
9. 1902, 22-25 ноября — Бийский собор 1902 года[27]
10. 1906, 26-27 ноября — Бийский собор 1906 года[28]
11. 1909, 1-2 февраля — Чулымский собор[29]
12. 1910, 5 января — Собор в с. Шатровском[30]
13. 1910, 7 февраля — Собор в с. Сосновая Маза под Хвалынском в Саратовской губернии[31]
14. 1912, 29-30 января — Собор в д. Куторок[32].
15. 1913, 25 февраля — Собор в д. Дружининой[33]
16. 1918, 14 сентября — Мишкинский собор[34]
17. 1923, 20-22 мая — Больше-Бацалаксюйский собор[35]
18. 1924 — Бикинский собор 1924 года[36][37][38]
19. 1926, 28 дек. — 1927, 2 янв. — Бикинский собор 1926 года[39]
20. 1927 — Собор в Улунге[2]
21. 1941, 23-24 июня — Собор в Романовке…, в Китае[40]
22. 1943 — Собор в пос. Силинху[41]
23. 1953, 31 марта — Собор в Китае, в пос. Татинцван[42]
24. 1956, 31 декабря — Приангарский собор в пос. Прилуг[43]
25. 1957 — Ангарский собор[44]
26. 1974, 10 ноября — Минусинский собор 1974 года[45]
27. 1975, 1 ноября — Минусинский собор 1975 года[46]
28. 1984 — Собор в Бирикчуле[47]
29. 1989, 26 декабря — Заболотный собор[48]
30. 1990, 25-26 января — 5-й Мысковский собор[49]
31. 1994, 23-24 мая — Сандакчесский собор[50]
32. 2014, 12 октября — Собор в городе Ревда Свердловской области[51].